# Xinlecultuur
De Xinlecultuur (Chinees: 新樂文化 / 新乐文化, pinyin: Xīnlè wénhuà) is een vroege neolithische cultuur in Noordoost-China, verspreid in het gebied van de Beneden-Liao in Liaoning. Ze werd ontdekt in 1973 en dateert van 5500 tot 4800 voor Christus.
Er is bewijs van de teelt van pluimgierst (Panicum miliaceum) en de domesticatie van varkens.
De gelijknamige site werd ontdekt aan de westkant van het Beiling-park, op de grens van de districten Huanggu en Yuhong van Shenyang in de provincie Liaoning van de Volksrepubliek China.
De gevonden woningen hadden een vloeroppervlak van twintig tot honderd vierkante meter. 
De belangrijkste soorten stenen gereedschappen waren afslagwerktuigen, waaronder microlieten, en gepolijste stenen werktuigen. Er is veel met zand gemagerd aardewerk gevonden, voornamelijk met ingedrukte lijnornamenten en "boogpeespatronen". Hieronder zijn eenvoudige diepe buikvormige vaten (kannen) en vaten met schuine monden.  Er werd een relatief groot aantal fijnbewerkte artefacten van git, agaat en jade gevonden, die geen van allen op deze locatie waren gemaakt. 